# Cater 2 U
"Cater 2 U" é um canção do girl group americano Destiny's Child, extraída de seu quarto álbum de estúdio, Destiny Fulfilled (2004). A Columbia Records lançou a música como o quarto e último single do álbum em 14 de Junho de 2005. A canção foi escrita pelas próprias integrantes do conjunto Beyoncé Knowles, Kelly Rowland e Michelle Williams com Rodney Jerkins, Ric Rude e Robert Waller, com Beyoncé, Rude e Jerkins liderando a produção. Uma balada de R&B que fala sobre o desejo de uma mulher de atender ao interesse do amor masculino de sua vida, "Cater 2 U" contém sintetizadores em sua instrumentação. Um processo movido pelo cantor e compositor Rickey Allen em 2006, afirmou que o grupo o grupo regravou a canção que era originalmente dele, sem aviso; Porém o caso foi resolvido em 2009.
"Cater 2 U" recebeu críticas mistas de críticos de música, que, apesar de elogiarem sua composição e as performances vocais das integrantes do grupo, criticaram a letra. A canção foi nomeada em duas categorias no 48º Grammy Awards Anual em 2006 e recebeu um prêmio de Best R & B / Soul Single, Group, Band or Duo no Soul Train Music Awards de 2006. "Cater 2 U" foi comercialmente bem-sucedido nos EUA, atingindo o quinto lugar no Billboard Hot 100 e três na Hot R&B/Hip-Hop Songs, recebendo ainda uma certificação de ouro. A canção também apareceu entre os dez melhores na Nova Zelândia e os vinte melhores na Austrália, ao mesmo tempo em que recebeu uma colocação nas paradas menores na Bélgica e nos Países Baixos.
O videoclipe da música foi filmado por Jake Nava e filmado no Red Rock Canyon State Park, na Califórnia. Caracteriza o trio, em um deserto, com cada integrante que canta em um local separado e mais tarde uma dança coreografada durante o refrão. Para promover ainda mais "Cater 2 U", Destiny's Child, executou a canção durante várias aparições televisionadas e no BET Awards, de 2005. Além disso, "Cater 2 U" foi adicionado ao setlist da final turnê final do grupo Destiny Fulfilled ... And Lovin' It, em 2005. Tanto Beyoncé e Rowland performaram a canção durante as suas turnês solo após a dissolução do Destiny's Child. Uma versão de "Cater 2 U" foi cantada por Usher e Babyface no World Music Awards de 2005, como uma homenagem ao grupo devido à sua separação, que aconteceu no mesmo ano seguinte.

## Antecedentes
"Cater 2 U" foi escrito pelas integrantes da banda Beyoncé, Kelly Rowland e Michelle Williams juntamente com Rodney Jerkins, Rick Rude e Robert Waller. A produção foi dirigida por Beyoncé, Rude e Jerkins com as integrantes da banda, também servindo como produtoras vocais. A música foi gravada em 2004 na Sony Music Studios em Nova York, com a orientação de Jeff Villanueva e Jim Caruna. A mixagem de áudio foi feita por Tony Maserati, enquanto a masterização foi terminada por Tom Coyne.
Durante uma entrevista com a MTV News, Beyoncé falou sobre o significado da canção: "Basicamente fala sobre como um cara que te inspira ...Você quer fazê-lo feliz e você quer atender os desejos dele. Eu sei que vai ser surpreendente, Para muitas pessoas que nos viram como sobreviventes e mulheres independentes, estão nos verão sendo submissas aos nossos homens, mas é importante que as pessoas saibam que, você sabe, é bom se seu homem merece e dá isso de volta para você." "Cater 2 U", Foi lançado como o quarto e último single do disco Destiny Fulfilled. Foi lançado primeiramente nos EU, como um extended play (EP), que consiste na versão áudio da canção, junto com quatro remixes o 14 de junho de 2005. Em 19 de julho, foi lançado outro EP, contendo a versão original e seis remixes. Seis dias mais tarde um extended play, do single, foi lançado na Itália. "Cater 2 U" foi incluído em dois dos álbuns de compilação das Destiny's Child: o álbum de maiores sucessos #1 (2005) e Love Songs (2013).

### Processo
O cantor e compositor Rickey Allen, de Chicago, pressionou as acusações de que "Cater 2 U", foi inspirado por uma música que ele compôs com o mesmo título e ortografia, que estava protegido por direitos autorais em meados da década de 1990 e 2000 e foi executado localmente durante esse tempo. Ele alegou que entregou uma versão para o produtor Maurice Joshua, que supostamente passou a produzir a música com o Destiny's Child. Joshua negou suas reivindicações, alagando que nunca obteve uma cópia da canção. Allen entrou com uma ação judicial contra o grupo, de compensação em um tribunal de Chicago, Illinois, em 2006, onde o trio deveria aparecer em 10 de dezembro para um julgamento de oito dias. No entanto, elas conseguiram evitar qualquer comparecimento em tribunal, após a sua separação pública no início de 2006 e concordou em resolver a portas fechadas. No início de dezembro de 2009, foi confirmado pelo Chicago Sun-Times, que o grupo tinha chegado a um acordo com Allen. Seu advogado, Matthew Wildermuth, disse em um comunicado: "Posso confirmar que sim, [o caso] se resolveu. Todas as questões foram resolvidas amigavelmente e o caso vai ser arquivado. Para as integrantes possam dedicar-se, seus tempos a suas carreiras musicais. Todos os termos legais e acordos não serão liberados e o caso será arquivado pelo juiz."

## Composição
"Cater 2 U" é uma balada de R&B, de quatro minutos de duração. De acordo com a música publicada no site Musicnotes.com pela "Sony/ATV Music Publishing", "Cater 2 U" foi composta usando tempo, comum na tecla de Ré maior, com um ritmo lento de 63 batimentos por minuto. Os elementos vocais vão de A3 a B4. Instrumentalmente consiste em sintetizadores, de seda "slink [ing] e slurp [ing]" em tudo, criando uma sensação sedutora como afirmado por Dimitri Ehlrich da Vibe e escritores da revista Billboard. À medida que a música progride, ela cresce para um crescimento sinfônico.
Liricamente, "Cater 2 U" fala sobre as mulheres que desejam serem submissas e servirem o interesses do amor masculino e cuidar deles, e os mostrarem como elas admiram seu trabalho duro e são inspiradas por eles. O trio canta mais sobre os homens de suas vidas e a forma como elas cuidarão deles. "Cater 2 U" foi escrito como uma continuação da canção anterior do Destiny Fulfilled, "Soldier"; Depois que o trio canta sobre encontrar um amante apropriado na canção acima mencionada, elas expressam uma vontade para satisfazer seus desejos em "Cater 2 U". Na segunda edição do livro Introdução aos Estudos culturais, os autores argumentaram que a canção continha letras sobre a objetivação das mulheres, o que sugeria que seu papel de gênero, era "manter o homem sempre acima", "mantê-lo direito", "atender suas vontades", fornecendo-lhe o seu jantar, lavar seus pés, ser sua manicure, buscar seus chinelos, e muito mais, se esse for seu pedido". Um editor e escritor da The Times of India, encontrou um tema de assertividade feminina em "Cater 2 U"; Ele observou que "as mulheres se desprendem não tanto como amantes como servas do completo serviço romântico". J. Freedom du Lac, um escritor de pessoal do The Washington Post, escreveu que o tema da música era uma súplica.
Beyoncé abre a canção, listando as coisas que ela faria para seu homem durante seus versos: escovar os cabelos, tirar os sapatos, ser sua manicure, esfregar seus pés, ajudá-lo a se secar, Desamarrar seus sapatos. Ela também Canta os versos "Me deixa te alimentar, Deixa-me preparar seu banho, Qualquer que seja seu desejo (Eu almejarei), Canto uma canção pra você". Rowland foi conhecida por quase bater sua parte solo durante o qual ela promete "Eu manterei isso com força, Eu manterei minha forma correta, Eu manterei meu cabelo arrumado, Tirarei minhas roupas mexendo ardentemente, Quando você chega tarde em casa deite em meus ombros, eu levantarei sempre". Williams canta seus versos solo, durante o Bridge da canção.

## Recepção da critíca

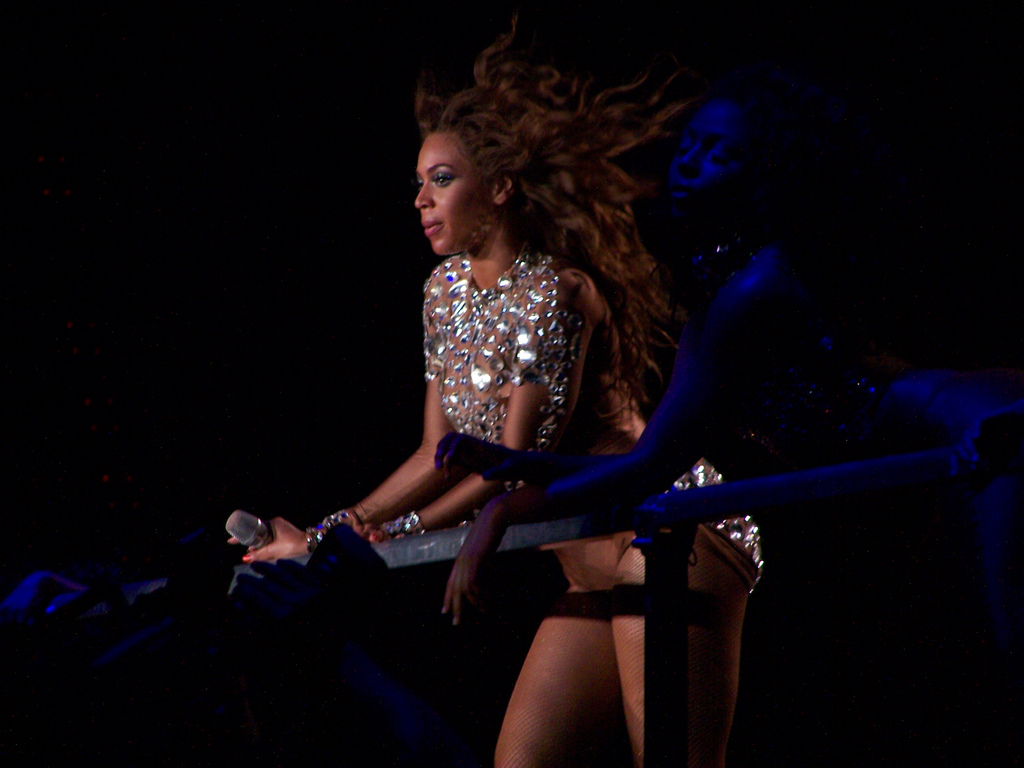
Beyoncé performando durante a The Beyoncé Experience Tour, no qual "Cater 2 U" foi incluído.

Tom Sinclair, da Entertainment Weekly, observou que a música era um dos "bocados agradáveis do Destiny Fulfilled, aqui e ali", acrescentando que "o travesseiro-almofada de 'Cater 2 U' ... é difícil resistir." O escritor Stephen Thomas  Erlewine do AllMusic incluiu "Cater 2 U", como um dos destaques do álbum. O escritor da revista Slant, Eric Henderson, opinou: "Mas o único elemento do álbum que realmente sai é a complacência, doméstica de "Cater 2 U", em que o trio abraça sua alegria em total submissão. Dimitri Ehrlich, da revista Vibe, descobriu que "o trio sexy é muito mais crível na sedutora balada de R&B 'Cater 2 U', em que trouxe o movimento feminista, de volta mais de um século ao longo de quatro minutos". Andy Battaglia, escrevendo para o The A.V. Club, sentiu que a canção e "Soldier", "fazem o perfil atrevido, em torno de noções de subserviência feminina, mas seus melhores momentos musicais ocultam em minúsculos giros melismáticos em vez de ganchos".. Caroline Sullivan, do The Guardian, escreveu que "Cater 2 U", foi uma das músicas que apresentou "a meninas do trío, musicalmente e liricamente". Em uma revisão de Love Songs, Amanda Koellner do site Consequence of Sound, descreveu "Cater 2 U", como um abridor de álbuns "elegantes". Thomas Inskeep da revista Stylus, saudou a música como "sexy", enquanto Elysa Gardner do USA Today, sentiu que era mais "suavemente sensual". Rebecca Thomas da MTV News sentiu que a música diferenciava-se do outro material do trio e acrescentava: "Enquanto o conjunto da Terceira onda, pode ter os olhos de lado sobre a balada picante, os fãs do sexo masculino do grupo a receberam ansiosamente".
As letras da canção foram criticadas com Nick Reynolds da BBC, dizendo que, embora o grupo "reinventou-se, como deusas domésticas para algum homem sortudo", a música não era nem convincente nem boa. Ele ainda opinou "Eu pensei que elas, deveriam ser mulheres independentes?!", Justapondo-o com a canção mais adiantada do grupo "Independent Women" (2000). Jenny Eliscu da Rolling Stone, ecoou suas declarações, escrevendo: "Jerkins deve envergonhar-se por ter colocado sua mão em 'Cater 2 U', uma melodia sacarina sobre como Knowles, Rowland e Williams se inclinarão para provar sua devoção aos seus Homens...Desde quando essas mulheres independentes se tornaram tão covardes?" Sean Fennessey, da Pitchfork Media, também afirmou que "a sua canção de cisnes das sortes... desafia completamente o empoderamento da maior parte de suas canções anteriores". Ele descreveu ainda mais a produção como "leitosa e leve", o refrão como "frouxo" e a canção como "uma maquete do príncipe do pior tipo". Jess Harvell do mesmo site ofereceu críticas semelhantes: "[A canção] renegou em tudo o que as DC, sempre representaram." Alex MacPherson, da Stylus Magazine, descartou a sinceridade das letras e classificou "Cater 2 U", como uma música "enjoativa". Neil McCormick, do The Daily Telegraph, o considerou como "adular servilmente, com muitos gemidos sensuais". Bárbara Ellen, do The Observer, escreveu: "Eu pensei que este era o tipo de faixas de músicas, gravadas por engano e depois escondidas culpadamente nos estúdios".

### Reconhecimento
No 48º Grammies, foi nomeado em duas categorias: como Melhor Canção de R&B e Melhor Performance de R&B por um Grupo, em última análise, perdendo em ambos. No mesmo ano, a canção ganhou um prêmio de Melhor R&B/Soul Single, Grupo, Banda ou Duo no Soul Train Music Awards de 2006. Foi uma das canções de R&B/Hip-Hop vencedoras do prêmio no 2006 ASCAP Awards & Soul Music Awards. Em 2013, Lindsey Weber do site Vulture, listou "Cater 2 U", no número sete em sua lista das 25 melhores músicas das Destiny's Child. Weber passou a descrevê-lo como "provavelmente a canção menos feminista" do material da banda, "a melhor canção nunca para usar liricamente a frase", executar a sua água do banho "e saudou Williams por sua contribuição durante o refrão. Por ocasião do aniversário de 32 anos de Beyoncé, Erika Ramirez e Jason Lipshutz, da Billboard, incluíam "Cater 2 U" no número 25 na lista de "Os 30 maiores hits da Billboard" de Beyoncé.

## Videoclipe

Williams, Knowles e Rowland no vídeoclipe da música "Cater 2 U".

O videoclipe de "Cater 2 U", foi dirigido por Jake Nava. Foi filmado maio 2005. com o vídeo para "Girl" e grandes partes, foram filmadas em Red Rock Canyon State Park, na Califórnia. Em 5 de julho de 2005, o vídeo da música foi lançado no site oficial da MTV. Também é apresentado na edição DualDisc do álbum #1, assim como na versão japonesa do DVD Destiny's Child: Live in Atlanta. Em 2013, foi incluído no álbum Destiny's Child Video Anthology que continha vários dos vídeos de músicas, que o grupo tinha filmado durante toda sua carreira. Uma imagem retirada do vídeo de "Cater 2 U", foi usada como a arte de capa, para o DVD. O vídeo se abre com um exemplo rápido, de um sol nascendo no céu, e se move para as meninas senadas nua juntas. Cada cantora, é caracterizada em sua própria cena do deserto, que canta individualmente durante seu verso respectivo; Beyoncé é vista em um prato de mergulho, ao lado de uma piscina, Rowland em uma estrada deserta onde dança ao lado de um carro prateado, no qual ela tinha começado previamente fora, e Williams em uma Cadeira plástica Sunlounger. Durante o refrão, o trio do grupo, são vistas vestindas vestidos de noite longos, realizando uma coreografia de dança, para a câmera e três homens que as observam de lado; Os homens nunca são filmados na mesma cena que as Destiny's Child. Durante o final, cada integrante é vista juntas, com um de seus parceiros masculinos e o vídeo desaparece mostrando o trio nu novamente como no início.

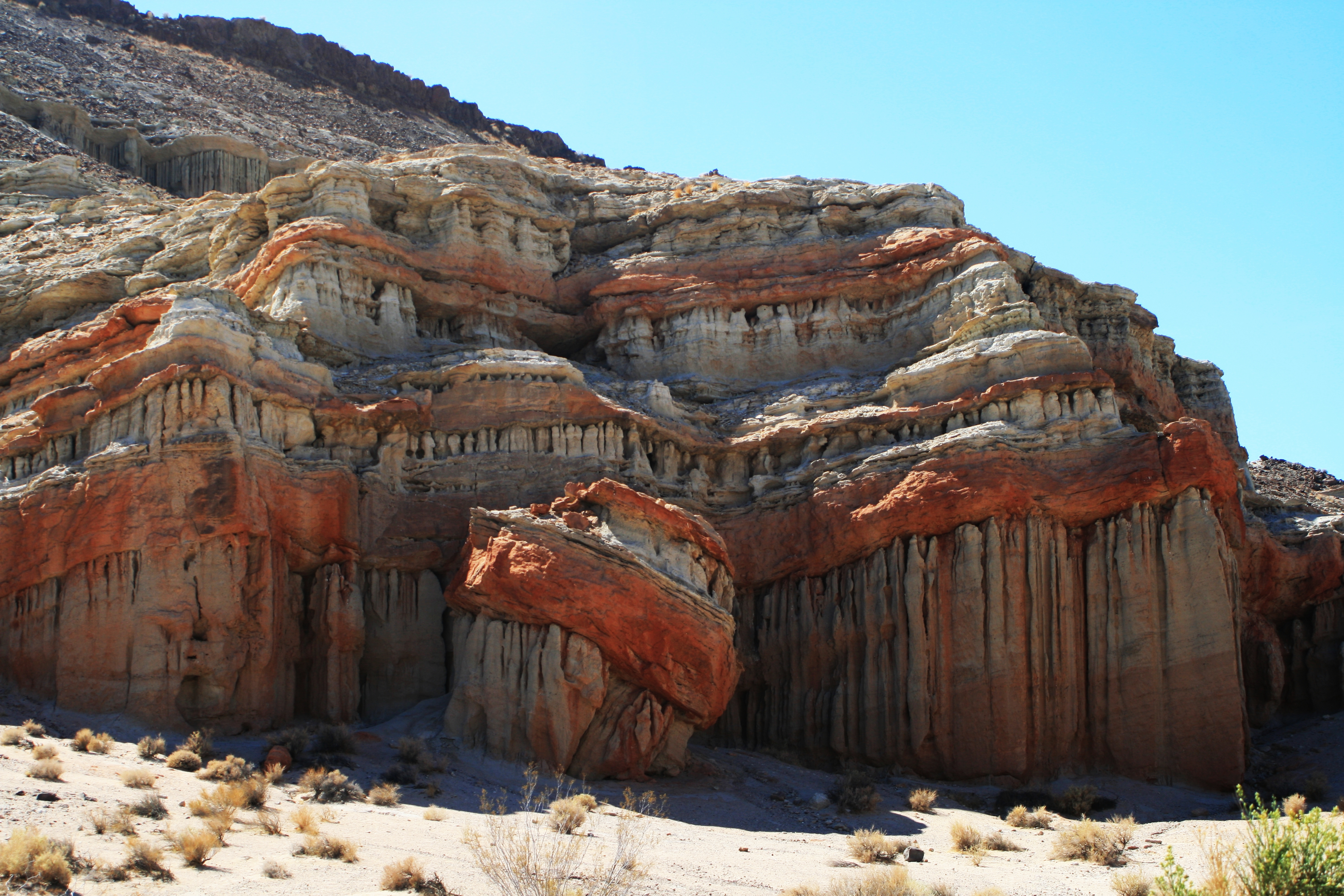
O vídeoclipe da canção foi filmado no deserto do Red Rock Canyon State Park, na California

Ao rever o vídeo de "Cater 2 U", Rashaun Hall da MTV News sentiu que "[o trio] decidiu ir ao natural, com bom gosto, é claro". Ele concluiu ainda que o clipe "é tudo sobre cenário e a beleza do trio". Em seu livro Music Video and the Politics of Representation, Diane Railton e Paul Watson sentiram que a presença de homens "parece totalmente supérficial, ao espetáculo do vídeo e dos corpos femininos e prazeres femininos". Eles notaram ainda que a imagem e o desempenho do vídeo, conseguiram prosseguir sem uma referência a suas letras e bem elaborada,

"De fato, o vazio abstraído de seus espaços desérticos, os quadros postos dos corpos das mulheres e a notável falta de atenção dirigida, aos atores do sexo masculino, tanto pela câmera quanto pelo grupo, não se limitam em narrar a narrativa lírica da subordinação feminina, Reforça a imagem do Destiny's Child, como mulheres independentes, que controlam suas próprias vidas, isto é, o que vídeo (re) estabelece, uma imagem de mulheres que controlam seus próprios corpos, seus próprios desejos, sua relação com os Homens e suas amizades, com outras mulheres".

## Performances comercial
Nos EUA, a música entrou no número 95 na Billboard Hot 100 na edição de 30 de abril de 2005. Em sua quinta semana nas paradas, ela mudou para o número 83 em 28 de maio. Após várias semanas subindo na tabela, "Cater 2 U" chegou ao número 14 na Billboard Hot 100 na semana que terminou em 13 de agosto de 2005. Na Hot R&B/Hip-Hop Songs, a música entrou no top dez do gráfico em número seis em sua 19a semana na parada em 9 de julho de 2005. Tornou-se o quarto single top 10 da banda de Destiny Fulfilled e a décima segunda canção do grupo. Na edição de 30 de julho de 2005, "Cater 2 U" mudou da posição de quatro para três, que se tornou seu pico e permaneceu lá por mais três semanas consecutivas. Com esse feito, tornou-se o segundo single do Destiny Fulfilled e o sétimo single do grupo no top 5 da parada Hot R&B/Hip-Hop Songs. A Recording Industry Association of America (RIAA) o certificou com ouro em 13 de dezembro de 2005 pelas mais de 500.000 cópias digitais nos EUA. Seu ringtone foi ainda certificado de platina em 14 de junho de 2006 pelas mais de 1.000.000 cópias comercializadas.
Na Holanda, "Cater 2 U" chegou ao número 60 em sua primeira semana de mapeamento em 17 de setembro de 2005. "Cater 2 U" estreou no número 20 no gráfico Ultratip na região de Flandres da Bélgica e mudou-se para sua posição de pico de 18 na semana seguinte em 8 de outubro de 2005, que também se tornou sua final. Ele teve um desempenho melhor no mesmo gráfico na região da Valônia do país, onde alcançou o pico em oito, em 22 de outubro. Na Austrália, a canção estreou no número 15 da ARIA Singles Chart em 21 de agosto e durou seis semanas no top 50 do gráfico. No New Zealand Singles Chart, "Cater 2 U" apareceu pela primeira vez em 29 de agosto de 2005 no posto de sete. Passou para o número nove na semana seguinte e começou a descer gradualmente no gráfico. Ele apareceu pela última vez em 10 de outubro, no número 40, após sete semanas na parada.

## Performances ao vivo
Em 16 de novembro de 2004, Destiny's Child performou "Cater 2 U" durante o programa de televisão Good Morning America, transmitido pela ABC. A canção foi realizada em 28 de junho durante o BET Awards em Los Angeles. No meio da performance, no qual as integrantes usavam vestidos castanhos de longo comprimento e fizeram uma dança de sexual para eles. Corey Moss da MTV News, sentiu que suas performances foi uma das mais memoráveis da noite. Emily Tan, do site Idolator, observou que a performance foi uma das melhores escritas da banda: "Ninguém esperava que as garotas ficassem, tão baixas e sujas como elas ... Mas parecia que ninguém estava insatisfeito". Steve Baltin escritor da Rolling Stone, observou que o grupo forneceu "bastante barulho". O trio deu uma interpretação ao vivo de "Cater 2 U", novamente no The Today Show da NBC, em 29 de julho de 2005. Um escritor da revista People, sentiu que "Beyoncé balança e sacode as nádegas", durante a performance. Uma versão acústica também foi cantada na MTV em 2005 durante a sua cobertura do Spring Break.
Em 2005, "Cater 2 U", foi parte do set list, da turnê final do grupo Destiny Fulfilled ... And Lovin' It, onde elas executaram no mesmo estilo como durante o BET Awards, seguindo a popularidade dessa apresentação. Durante a apresentação, o trio, vestido com longos vestidos azuis de chão, chamou três homens da plateia, para o palco e realizou uma coreografia semelhante a uma dança sensual. Em uma revisão de um concerto no Reino Unido, Adenike Adenitire da MTV News, sentiu que a música era adequada para "abrandar as coisas", após as performances energéticas anteriores do show. "Cater 2 U" foi incluído na lista de trilhas do álbum ao vivo Destiny's Child: Live in Atlanta (2006), gravando um concerto da turnê nessa cidade. Após a dissolução do grupo, Beyoncé e Rowland incluíram "Cater 2 U", na lista de suas respectivas tours solos. A primeira executou-o, como parte de um medley Destiny's Child, incluído durante os concertos do The Beyoncé Experience Tour em 2007. Foi subseqüentemente incluído no DVD vivo, The Beyoncé Experience Live (2007), que incluiu um concerto filmado no Staples Center, em Los Angeles, Califórnia. Da mesma forma, Rowland executou "Cater 2 U", ao vivo durante o Lights Out Tour (2013), como parte de um segmento que incluiu canções do Destiny's Child. Usher e Babyface, cantaram "Cater 2 U", no World Music Awards de 2005, em 31 de agosto, como uma homenagem ao Destiny's Child, devido à sua dissolução. Byron Flitsch da MTV descreveu o dueto como "sensual". Em 2009, "Cater 2 U" foi referenciado na canção "My Darlin' Baby", de Lil Wayne e Drake.

## Formatos e faixas
| Maxi CD single 1. "Cater 2 U" (versão do álbum) – 4:05 2. "Cater 2 U" (Storch Remix Edit) – 4:06 3. "Cater 2 U" (Grizz to the Club) – 4:24 4. "Cater 2 U" (J. Beck Dance Remix) – 4:01 5. "Girl" (Maurice Joshua "U Go Girl" Remix) – 6:00 EP Dance mixes 1. "Cater 2 U" (versão do álbum) – 4:05 2. "Cater 2 U" (Grizz to the Club) – 4:22 3. "Cater 2 U" (George Mena & Franke Estevez Dance Mix) – 6:06 4. "Cater 2 U" (J. Beck Dance Remix) – 3:59 5. "Cater 2 U" (J. Beck Club Mix) – 7:18 | EP de Remix 1. "Cater 2 U" (Storch Remix Edit) – 4:09 2. "Cater 2 U" (Storch Remix) – 5:54 3. "Cater 2 U" (Storch Remix Instrumental) – 6:05 4. "Cater 2 U" (versão do álbum) – 4:07 5. "Cater 2 U" (Joshua Remix) – 6:42 6. "Cater 2 U" (Grizz to the Club) – 4:23 7. "Cater 2 U" (A cappella) – 3:58 |

## Créditos
Os créditos são adaptados a partir das notas do Destiny Fulfilled.
- Vocais: Beyoncé Knowles, Kelly Rowland, Michelle Williams
- Produção vocal: Beyoncé, Kelly e Michelle
- Gravação: Jeff Villanueva and Jim Caruna em Sony Music Studios, Nova York
- Mixagem: Tony Maserati
- Gravação mestre por: Tom Coyne
- Guitarrista: Tim Stewart

## Desempenho nas tabelas musicais
| Chart (2005)                                 | Maior posição |
| -------------------------------------------- | ------------- |
| Austrália (ARIA)                             | 15            |
| Bélgica (Ultratip Flanders)                  | 18            |
| Bélgica (Ultratip Wallonia)                  | 8             |
| Estados Unidos (Billboard Hot 100)           | 14            |
| Estados Unidos (Billboard R&B/Hip-Hop Songs) | 3             |
| Nova Zelândia (Recorded Music NZ)            | 7             |
| Países Baixos (Single Top 100)               | 60            |

| Chart (2005)                           | Posição |
| -------------------------------------- | ------- |
| Estados Unidos (Billboard Hot 100)     | 66      |
| Estados Unidos (Hot R&B/Hip-Hop Songs) | 11      |